# Neonesiotes hamatus
Neonesiotes hamatus là một loài nhện trong họ Linyphiidae. Loài này được phát hiện ở Carolinen.